# Contea di Gooding
La contea di Gooding (in inglese Gooding County) è una contea dello Stato dell'Idaho, negli Stati Uniti. La popolazione al censimento del 2000 era di 14 155 abitanti. Il capoluogo di contea è Gooding.

## Geografia
La contea si trova nel centro-sud dello Stato. La contea si trova nella regione della pianura del fiume Snake. Il fiume principale è il Wood River.

### Contee confinanti
- Contea di Camas - nord
- Contea di Lincoln - est
- Contea di Jerome - sud-est
- Contea di Twin Falls - sud
- Contea di Elmore - ovest

## Storia
La contea fu creata nel 1913 da parte della contea di Lincoln. Fu chiamata così in onore del senatore Frank R. Gooding.

## Cities
- Bliss
- Gooding (capoluogo)
- Hagerman
- Wendell